# 김진홍 (목회자)
김진홍(金鎭洪, 1941년 6월 18일 ~ )은 대한민국의 장로교(통합) 목사이자 사회운동가이다. 경상북도 청송군 출신으로, 1971년 서울특별시 청계천에 활빈교회를 설립하고 빈민선교와 사회사업을 펼쳤다. 이후 1974년 당시 박정희의 유신 체제에 반대하는 시위를 주도했다가 옥고를 치른 뒤, 청계천 거주민들과 함께 경기도 남양만으로 집단 이주, 두레공동체를 설립했다. 2019년 이후 청와대 앞에서 전광훈목사와 함께 반문재인 집회에 참석하였다.
뉴라이트 운동의 초기 주도자로, 뉴라이트 운동의 핵심 이념을 널리 알리는 데 기여했다. 기독교 신앙을 바탕으로 한 보수주의적 관점을 제시하며, 2000년대 초반 뉴라이트 운동의 확산에 중요한 역할을 했다.

## 약력[1][4]
- 1941년 : 경상북도 청송군 출생
- 1960년 : 계명대학교 철학과 입학
- 1971년 : 활빈교회 설립
- 1979년 : 두레마을 설립
- 1979년 : 두레공동체운동본부 설립
- 두레교회 담임목사
- 1996년 재중국 동포문제 시민대책위원장
- 1998년 : 제2의건국범국민추진위원회 위원
- 2001년 : 계명기독학원 이사장
- 2005년 ~ 2011년 12월 : 뉴라이트전국연합 상임의장
- 2008년 : 제17대 대통령 당선자 대통령직 인수위원회 자문위원
- 2011년 12월 : 뉴라이트전국연합 상임고문

## 저서
- 새벽을 깨우리로다 (1982) ISBN 89-365-0006-6
- 성공한 개혁, 실패한 개혁 (1996) ISBN 89-85915-23-1
- 바닥에서 살아도 하늘을 본다 (1997) ISBN 89-85915-11-8
- 쓰레기통 옆에 넘어지더라도 (1998) ISBN 89-85915-29-0
- 황무지가 장미꽃같이 (1999) ISBN 89-356-5208-3
- 성경의 경제와 경영 (2001) ISBN 8985915398
- 무엇이 사이비 신앙인가 (2002) ISBN 8917907504
- 두레공동체의 정신과 비전 (2002) ISBN 89-85915-42-8
- 사랑하며 함께 걷는 길 (2002) ISBN 89-356-5014-5

## 참고 문헌
1. 1 2  조선닷컴. “인물: 김진홍(金鎭洪 KIM JIN HONG)”. 2009년 3월 15일에 확인함.
2. ↑  프레시안 (2005년 11월 10일). “"우리 사회, 친북좌파적으로 흐르고 있다"”. 2009년 3월 15일에 확인함.[깨진 링크(과거 내용 찾기)]
3. ↑  “김진홍, 황교안·전광훈 방문 "나라 위한 정성 감사"”. 2019년 11월 28일. 2020년 1월 14일에 원본 문서에서 보존된 문서. 2020년 1월 4일에 확인함.
4. ↑  NATE. “NATE 인물검색:김진홍”. 2009년 3월 15일에 확인함.[깨진 링크(과거 내용 찾기)]